# 粤菜
粤菜，又稱广东菜，是四大中國菜系之一。「嶺南三大家」之一的屈大均在《广东新语》記載：“天下所有食货，粤地几尽有之，粤地所有之食货，天下未必尽也。”反映出它的烹調食材涵蓋範圍很廣。粤菜廚師擅長把食物作改變後，還能滲透出食物原本的味道。流传有「食在广州，厨出凤城」的俗语，其中「凤城」指的是顺德县（现佛山市顺德区）。對于廣東如此豐富的食文化，在包括天津在內的北方地區也有俗語“有腳的桌子椅子不吃”、“四條腿的板凳不吃，兩條腿的廚子不吃”來形容廣東人所食之廣。近代廣東得益於貿易經濟，還有大量外省移民和來自南洋的香料，進一步提高了食物的豐富度。廣義的粵菜是指廣東省境內包括廣府菜、客家菜及潮州菜的菜系，不過主要生活在廣東省的客家民系和潮汕民系的客家菜及潮州菜，與傳統廣府菜有不少分別，所以狹義的粵菜僅指廣府菜。
由於廣東省是最早與歐美發展商貿的省份，粵菜因而成為歐美西方人最早接觸到的中國菜，加上早年移民海外的華人以廣東人佔多數，所以粵菜亦成為海外中餐館的主流，廣東的飲茶文化更將中式飲食推廣至歐美地區。

## 烹調特點
粵菜講求品嚐食材原本的味道，調味要與食材融和配合，通常只用小量的香料，也較少辛辣的菜式，不過所使用的香料種類卻十分廣。廣東菜會用上薑、蔥、糖、鹽、醬油、米酒及食油，部分菜式會使用五香粉及白椒粉，還有使用多種香料調配而成的滷水。為了保留原味，一般做得较为清淡，多以清蒸的方式烹調。
因為廣東省擁有豐富的農業和水產資源，能夠以較低的成本供應新鮮的食材，所以廣東菜強調食材的自然鮮味。為了保留食材的鮮味，廣東菜使用的豬肉、牛肉通常來自即日屠宰的牲口，家禽類的雞鴨經常是在烹調前的數小時才宰殺，魚蝦更會飼養在魚缸內直至烹調之前才撈出，廣東菜餐館中的侍應有時更會把生猛的魚蝦拿到客人的桌前，以證明食材在烹調前仍是活的。對於注重食材鮮味的廣東人而言，香料只不過是用來掩蓋不新鮮的味道，新鮮的海鮮不會有強烈的氣味，而且肉質鮮甜，所以最好的烹調方法是清蒸。以清蒸海上鮮為例，把魚蒸熟後，只需加小量醬油、薑和蔥，帶出海鮮的自然鮮甜味道即可。有部分海鮮酒家會利用大量大蒜及香料去擺脫他們不新鮮的魚蝦存貨，所以有部分食家認為吃廣東菜有一道簡單的法則，就是香料和食材的新鮮程度成反比，添加的香料越少，食材就越新鮮。傳統粵菜是少鹽、少糖、少油，本身是健康的菜系。
嚴格來說，粵菜可再細分三種風格：廣府、客家、潮汕，以上烹調多用於廣府菜。另外客家菜油水重、口味偏重；潮汕菜則以海產及河鮮居多。

## 食肆類型
- 粵式茶樓
- 粵式酒樓
- 潮汕打冷
- 順德菜 （廚出鳳城）
- 廣州菜 （食在廣州，味在西關）
- 燒臘店
- 茶餐廳
- 冰室
- 大排檔

- 港式西餐

- 港式快餐

- 港式西餅

- 澳門土生葡菜

- 糖水鋪

- 街頭小食

- 避風塘

- 太白海鮮舫

- 涼茶舖

- 九大簋

- 盆菜

- 粵西菜

- 台山菜

## 煲湯
由于岭南地区气候炎热潮湿，因此人们爱喝汤滋身，这也使湯水成为粤菜的特色之一。粤菜裡的湯通常是由各种材料熬上數小時而成，因而称为「老火湯」，有時還會加入中藥。粤菜其中較大眾化的湯有：南北杏菜乾豬肺湯、花生雞腳木瓜湯。

## 乾貨
雖然粤菜廚師很注意材料是否新鮮，但粤菜仍然會使用乾貨和醃漬過的食物。一些廚師會結合使用新鮮材料和乾貨。乾貨通常都會先被浸泡在水中然後再烹調，或者乾貨會被烹調較長時間，例如乾鮑和乾貝。至於醃漬食物，不僅可以被保存得更久，有時它們還會因而有獨特的味道。
粤菜中常用的乾貨：
- 冬菇
- 木耳
- 雲耳
- 乾鮑
- 瑤柱
- 海參
- 花膠
- 蝦米
- 魚翅
- 燕窩
- 菜乾
- 梅菜
- 菜脯
- 腐乳
- 鹹魚
- 臘鴨
- 臘肉
- 鹹蛋
- 皮蛋

## 特色食品
- 乾炒牛河
- 酸甜排骨
- 鐵板牛肉
- 老火湯
- 燕窩
- 燒味
- 手撕鸡
- 炸子雞
- 白切雞
- 豉油雞
- 吊烧雞
- 點心
- 雲吞麵
- 廣東粥
- 生滾粥
- 臘味
- 糖水
- 拉腸
- 咕嚕肉
- 双皮奶
- 鼎湖上素
- 老虎肉

## 调味料
- 虾膏
- 鱼露
- 蠔油
- 豉油

## 圖集

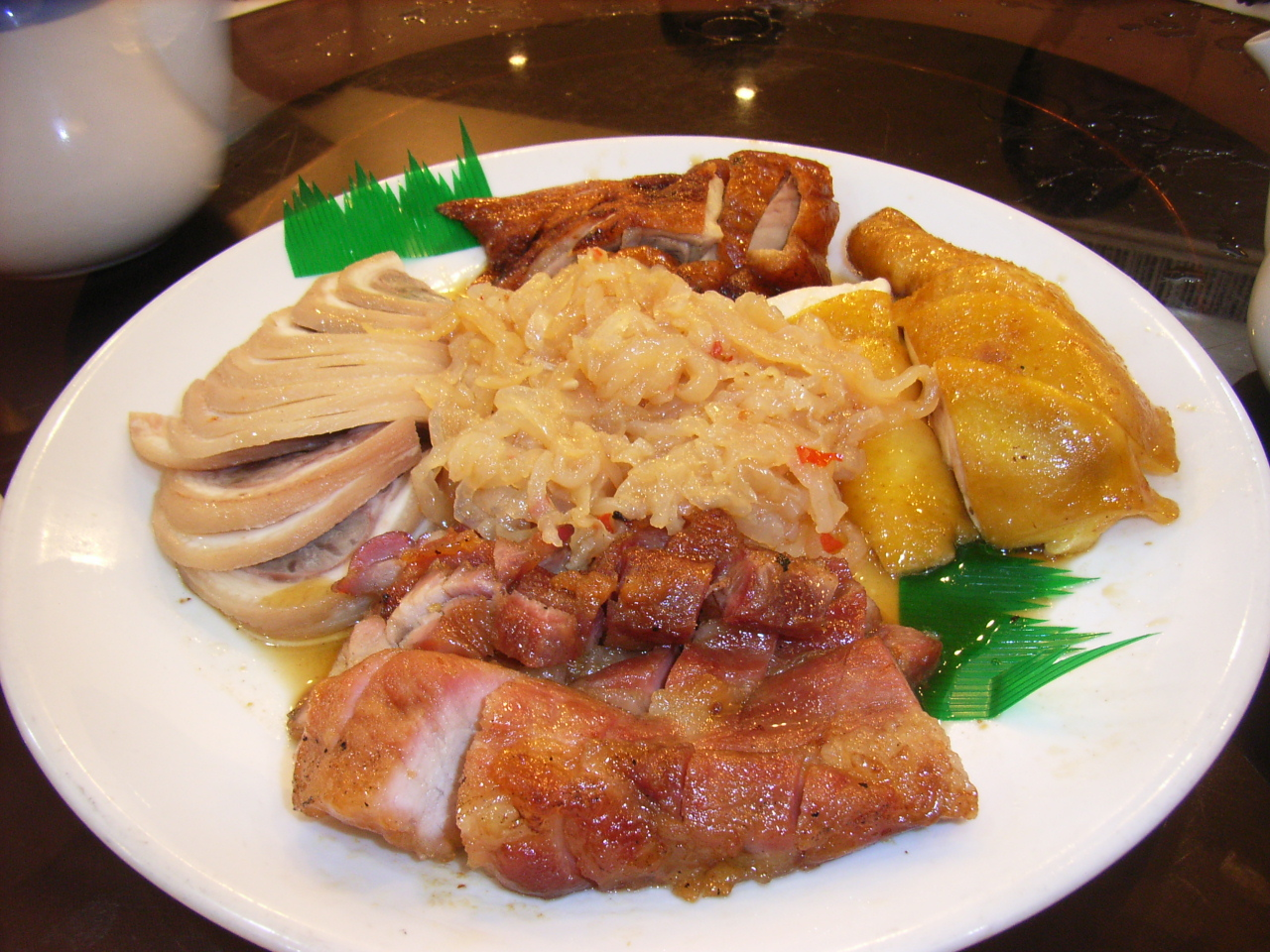
粤菜 - 燒味拼盤，是冷盤，有海蜇、叉燒、燒鵝、燒雞、燻蹄等
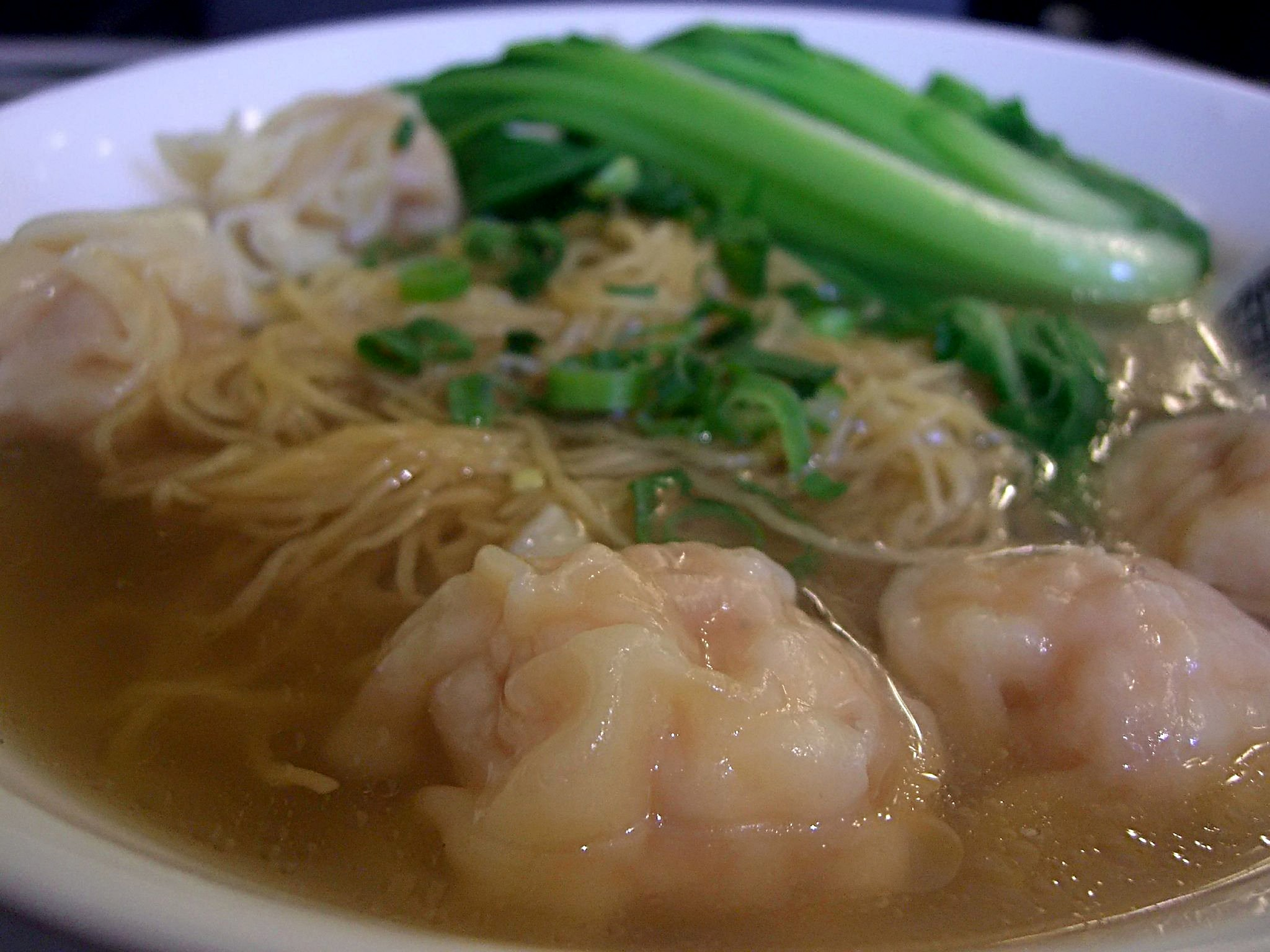
雲吞麵
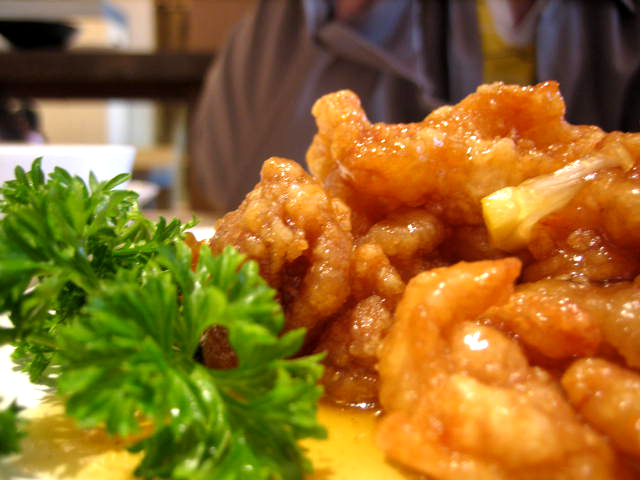
西檸雞
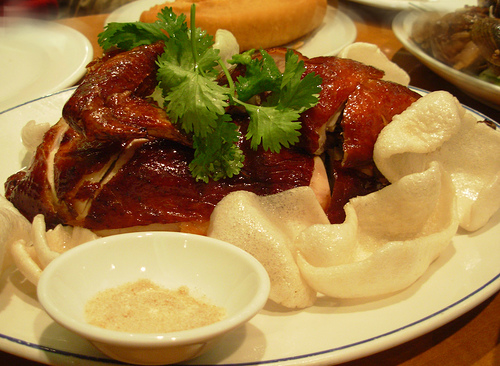
炸子雞配以蝦片

## 外部連接
维基共享资源上的相關多媒體資源：粤菜